# Corneillan
Corneillan (gaskognisch: Cornelhan) ist eine französische Gemeinde mit 156 Einwohnern (Stand 1. Januar 2022) im Département Gers in der Region Okzitanien; sie gehört zum Arrondissement Mirande und zum Gemeindeverband Communauté de communes d’Aire-sur-l’Adour.

## Geografie
Corneillan liegt rund 12 Kilometer südöstlich der Kleinstadt Aire-sur-l’Adour im Westen des Départements Gers. Die wichtigsten Gewässer sind der Fluss Adour, der Bach Claquessot und zwei Teiche. Wichtigste überregionale Verkehrsverbindung ist die mehr als 10 Kilometer westlich der Gemeinde verlaufende Autoroute A65 (Teil der Europastraße 7). Der nächstgelegene Bahnhof ist in Aire-sur-l’Adour.
Umgeben wird Corneillan von den Nachbargemeinden Gée-Rivière im Norden, Saint-Germé im Nordosten, Saint-Mont im Osten, Labarthète im Süden, Lannux im Südwesten und Westen sowie Bernède im Nordwesten.

## Geschichte
Die Rechte und Freiheiten der Bewohner des Orts wurden vom Lehnsherr 1142 in einer Urkunde festgehalten (frz.:charte de coutumes). Corneillan war Sitz der Herzöge von Corneillan.    

## Bevölkerungsentwicklung
| Jahr                       | 1962 | 1968 | 1975 | 1982 | 1990 | 1999 | 2006 | 2012 | 2018 |
| Einwohner                  | 153  | 140  | 121  | 114  | 115  | 147  | 141  | 136  | 153  |
| Quellen: Cassini und INSEE |      |      |      |      |      |      |      |      |      |

## Sehenswürdigkeiten
- Kirche Notre-Dame aus dem 11. Jahrhundert